# Friedland, Mecklenburgische Seenplatte
Friedland là một thị xã ở huyện Mecklenburgische Seenplatte (trước thuộc huyện Mecklenburg-Strelitz), Mecklenburg-Western Pomerania, Đức. Thị xã này nằm ở trung tâm đối với các làng Kotelow, Luebbersdorf, Schwichtenberg, Dahle và Boldekow, và có dân số khoảng 8500 người.